# Sylvanus Griswold Morley (Romanist)
Sylvanus Griswold Morley  (* 23. Februar 1878 in Baldwinville, Worcester County, Massachusetts; † 24. Dezember 1970 in Berkeley, Kalifornien) war ein US-amerikanischer Romanist und Hispanist.

## Leben
Morley promovierte 1902 an der Harvard University mit der Arbeit Spanish influence on Molière. Er war Professor für Spanisch an der University of California, Berkeley.
Morley wird vielfach verwechselt mit seinem gleichnamigen Verwandten, dem Mayaforscher Sylvanus Griswold Morley.

## Werke
- (Hrsg.) Spanish ballads, New York 1911
- (Hrsg. mit Elijah Clarence Hills) Modern Spanish lyrics, New York 1913
- (Hrsg.) Serafín y Joaquín Álvarez Quintero, Doña Clarines y Mañana de sol, Boston/New York 1915
- Studies in Spanish dramatic versification of the siglo de oro. Alarcon and Moreto, Berkeley 1918
- (Hrsg.) Spanish humor in story and essay, Boston 1921
- (Übersetzer) Sonnets and poems of Anthero de Quental, Berkeley 1922, Westport 1973
- (Hrsg. mit William J. Entwistle) Tres sainetes en verso, por Narciso Serra, Javier de Burgos, Ricardo de La Vega, Boston/New York 1926
- (Hrsg. mit Robert Kilburn Spaulding) Vital Aza, Tres piezas cómicas, Boston/New York 1929
- (Hrsg. und Übersetzer) Ernest Mérimée,  A history of Spanish literature, New York 1930
- (Hrsg.) Lope de Vega, El bastardo mudarra, Berkeley 1935
- The Covered Bridges of California, Berkeley 1938
- (mit Courtney Bruerton) The chronology of Lope de Vega's Comedias, New York 1940, 1966 (spanisch Madrid 1968)
- (Hrsg. und Übersetzer) The Interludes of Cervantes, Princeton 1948, New York 1969
- (mit Richard W. Tyler) Los Nombres de personajes en las comedias de Lope de Vega. Estudio de onomatología, Berkeley 1961